# 吉利一雄
吉利 一雄（よしとし かずお、1914年8月26日 - 1992年10月17日）は、日本の経営者。塩野義製薬社長を務めた。兵庫県神戸市出身。

## 経歴・人物
1937年に神戸商業大学を卒業し、同年に塩野義製薬に入社した。取締役、常務、専務を経て、1983年に[社長に就任。社長在任時には研究開発体制の強化に力を入れた。1992年に会長に就任した。
1992年10月17日、急性心不全のために死去。78歳没。